# Bathanthidium malaisei
Bathanthidium malaisei är en biart som först beskrevs av Popov 1941.  Bathanthidium malaisei ingår i släktet Bathanthidium och familjen buksamlarbin. Inga underarter finns listade i Catalogue of Life.